# Lituus

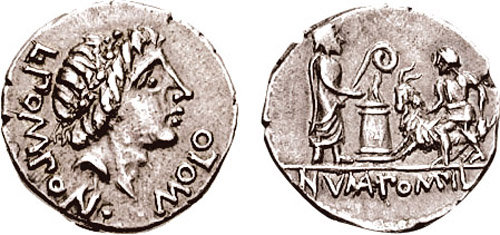
Denar z roku 97 p.n.e. – na rewersie Numa Pompiliusz z lituusem obok ołtarza, na którym ma złożyć w ofierze kozła

Lituus – laska kapłańska rzymskich augurów.
Laska lituus była atrybutem augura, a jej noszenie przywilejem związanym z tym urzędem kapłańskim. Kapłan używał jej w obrzędach religijnych. Przede wszystkim służyła do zakreślania świętego kręgu templum, czyli miejsca przeprowadzania auspicjów oraz wskazywania stamtąd obserwowanego fragmentu nieba. Augur posługiwał się nią też np. przy wyznaczaniu miejsca pod nową świątynię czy budynek publiczny, jak również podczas składania ofiar.
Według podań Romulus jako założyciel Rzymu miał wyznaczyć tą laską granice przyszłego miasta. Przechowywano ją na Palatynie w gmachu kapłanów salijskich aż do pożaru miasta.
Łacińska nazwa lituus była również używana od starożytności, poprzez średniowiecze aż do czasów nowożytnych, na oznaczenie różnych instrumentów muzycznych – zarówno dętych (jak trąbki czy rogi, ale też cynków i kromornów), jak i strunowych szarpanych (jak cythara, guiterna, psalterium, timpanum, campanula czy lutnia).